# Charácuaro
Charácuaro är en ort i Mexiko.   Den ligger i kommunen Huetamo och delstaten Michoacán de Ocampo, i den södra delen av landet, 220 km sydväst om huvudstaden Mexico City. Charácuaro ligger 215 meter över havet och antalet invånare är 289.
Terrängen runt Charácuaro är kuperad österut, men västerut är den platt. Runt Charácuaro är det ganska glesbefolkat, med 23 invånare per kvadratkilometer. Närmaste större samhälle är Huetamo de Núñez, 19,5 km norr om Charácuaro. Trakten runt Charácuaro består till största delen av jordbruksmark.